# باول ماركوس
باول ماركوس (بالإنجليزية: Paul Marcus)‏ هو مخرج أمريكي، ولد في 1955 في لندن في المملكة المتحدة، وتوفي بنفس المكان في 13 فبراير 2011 بسبب سرطان.

## وصلات خارجية
- باول ماركوس على موقع IMDb (الإنجليزية)
- باول ماركوس على موقع قاعدة بيانات الفيلم (الإنجليزية)